# Nová Ves nad Žitavou
Nová Ves nad Žitavou este o comună slovacă, aflată în districtul Nitra din regiunea Nitra. Localitatea se află la altitudinea de 150 m deasupra n.m., se întinde pe o suprafață de 10,17 km2 și în 2017 număra 1.357 de locuitori.

## Istoric
Localitatea Nová Ves nad Žitavou este atestată documentar din 1075.

## Demografie
| An:                | 1994 | 2004   | 2014   | 2024   |
| ------------------ | ---- | ------ | ------ | ------ |
| Număr de persoane: | 1321 | 1273   | 1340   | 1392   |
| Diferență:         |      | −3,63% | +5,26% | +3,88% |

| An:                | 2023 | 2024   |
| ------------------ | ---- | ------ |
| Număr de persoane: | 1391 | 1392   |
| Diferență:         |      | +0,07% |